# Boronów (gemeente)
De gemeente Boronów is een landgemeente in powiat Lubliniecki (Silezië).
De gemeente bestaat uit de plaats Boronów (gemeentezetel) en sołectwo: Zumpy, Dębowa Góra, Grojec , Hucisko, Doły , Sitki, Cielec en Szklana Huta.

## Externe link

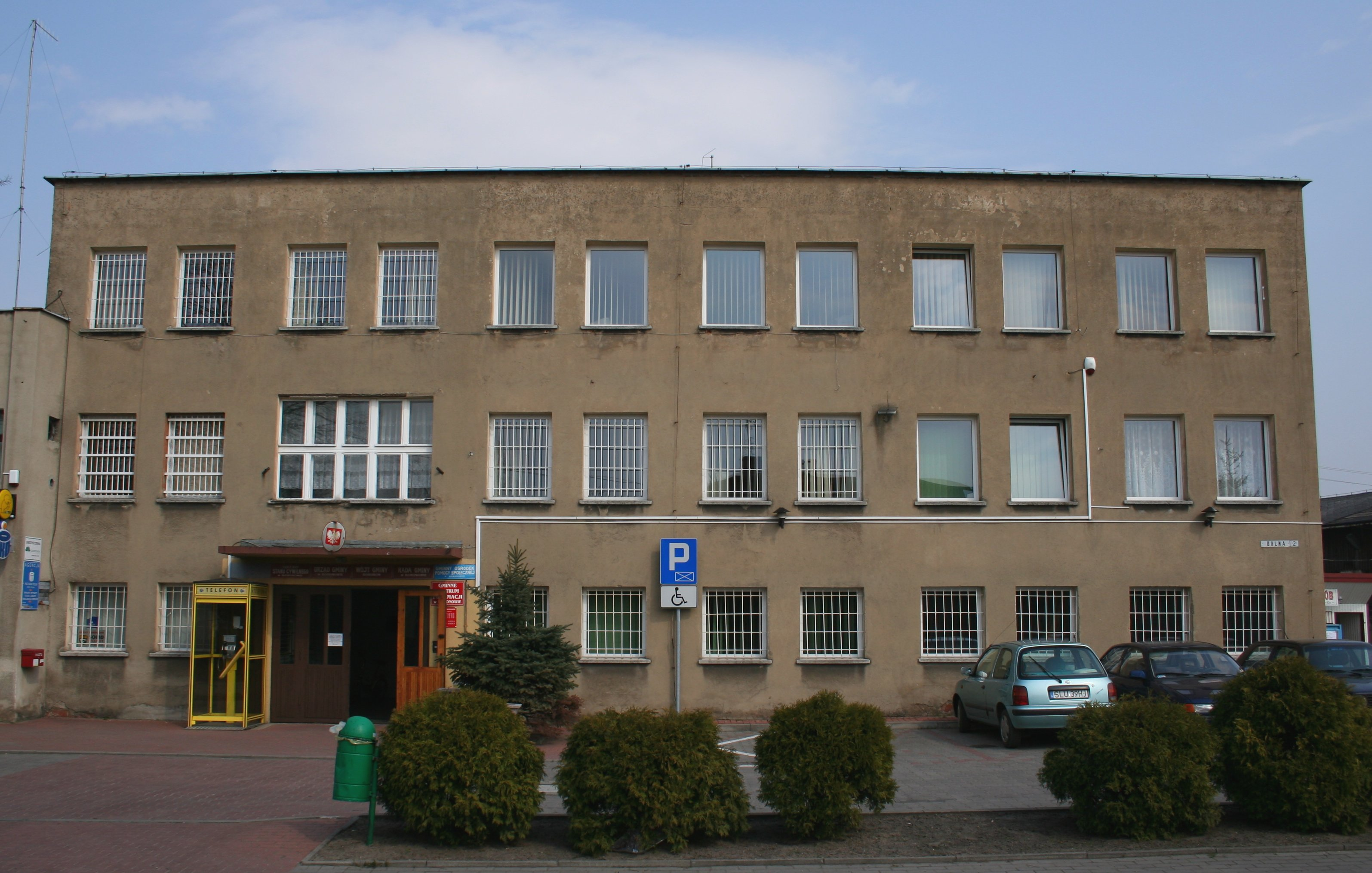
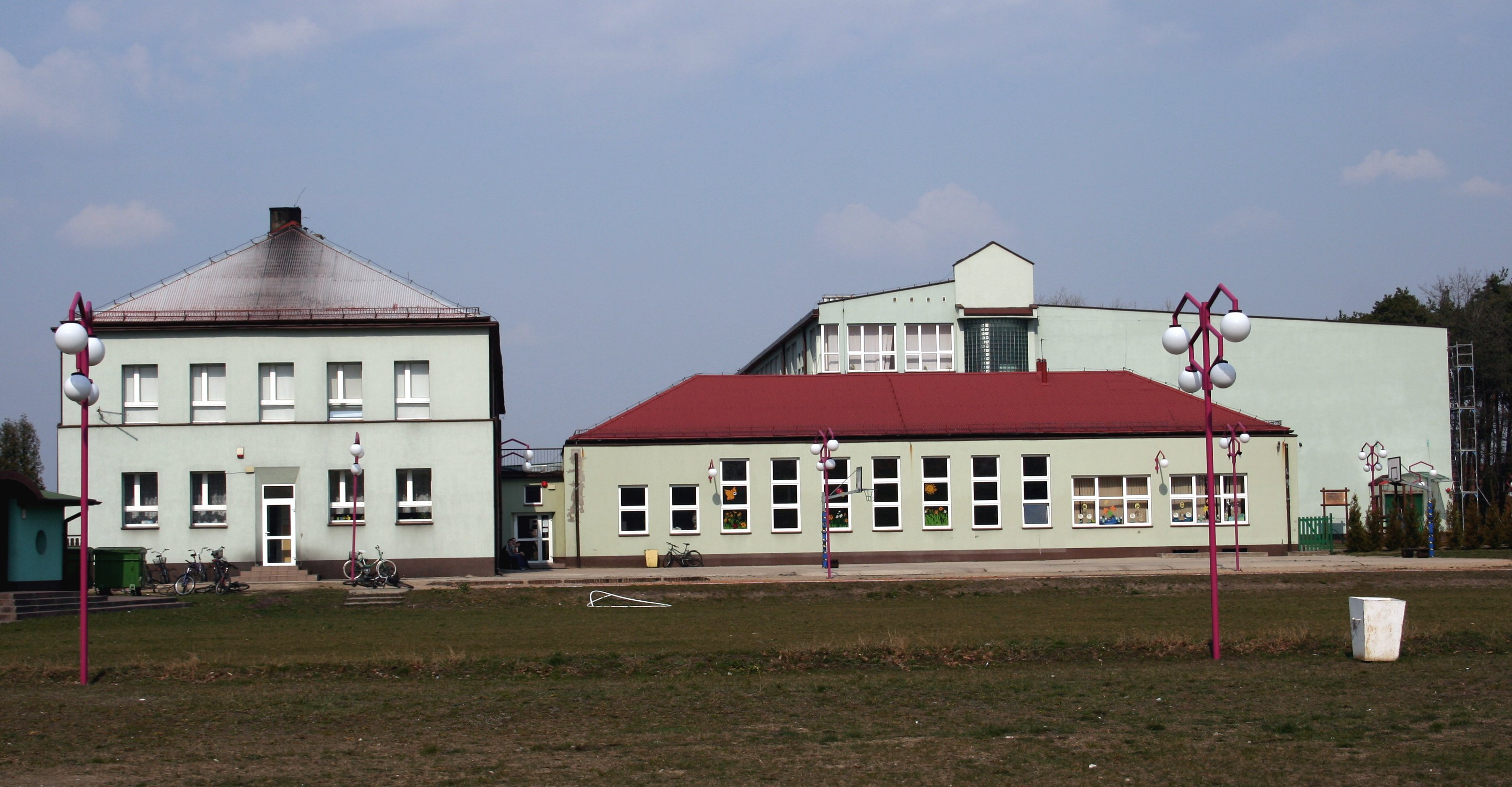
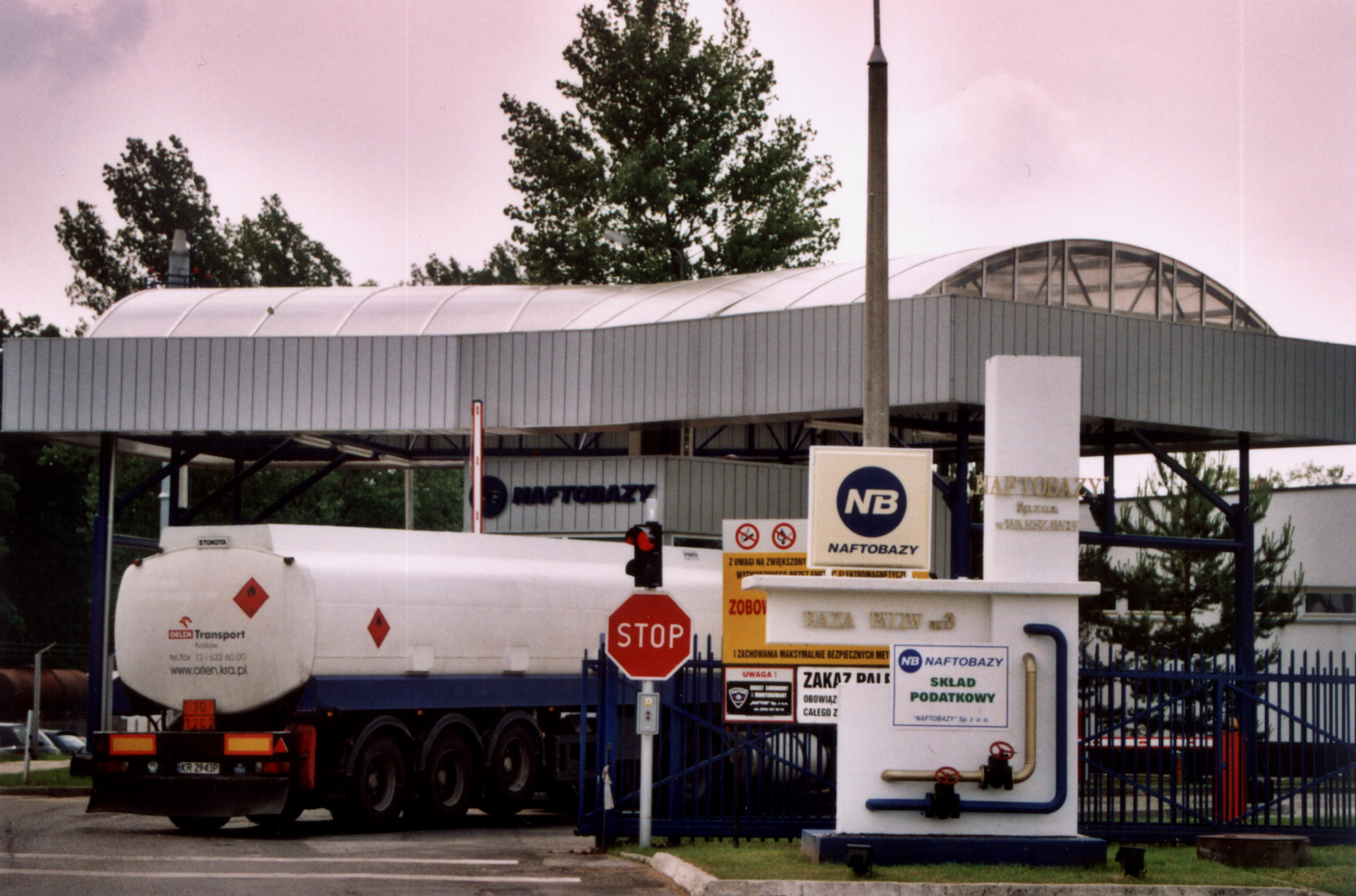
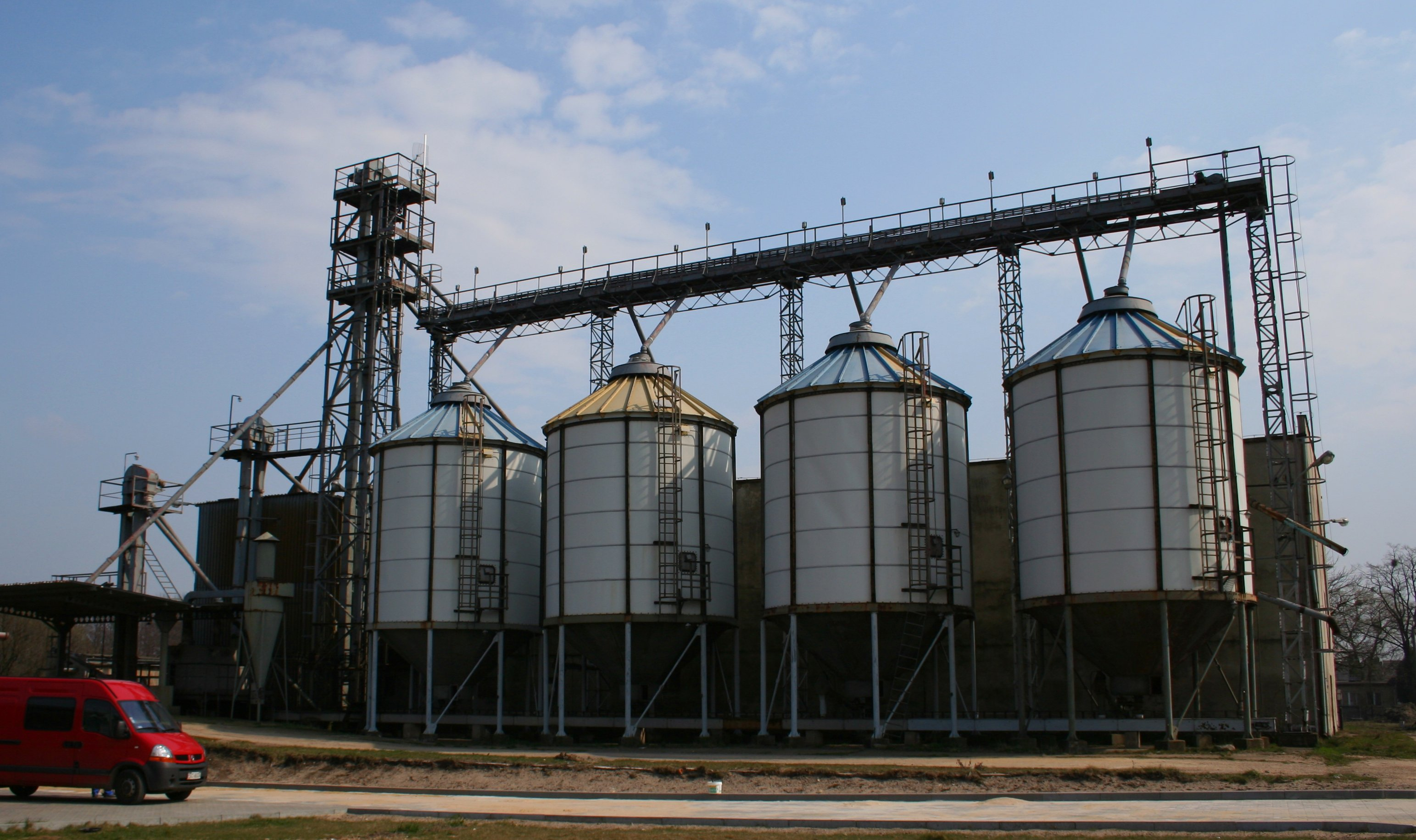
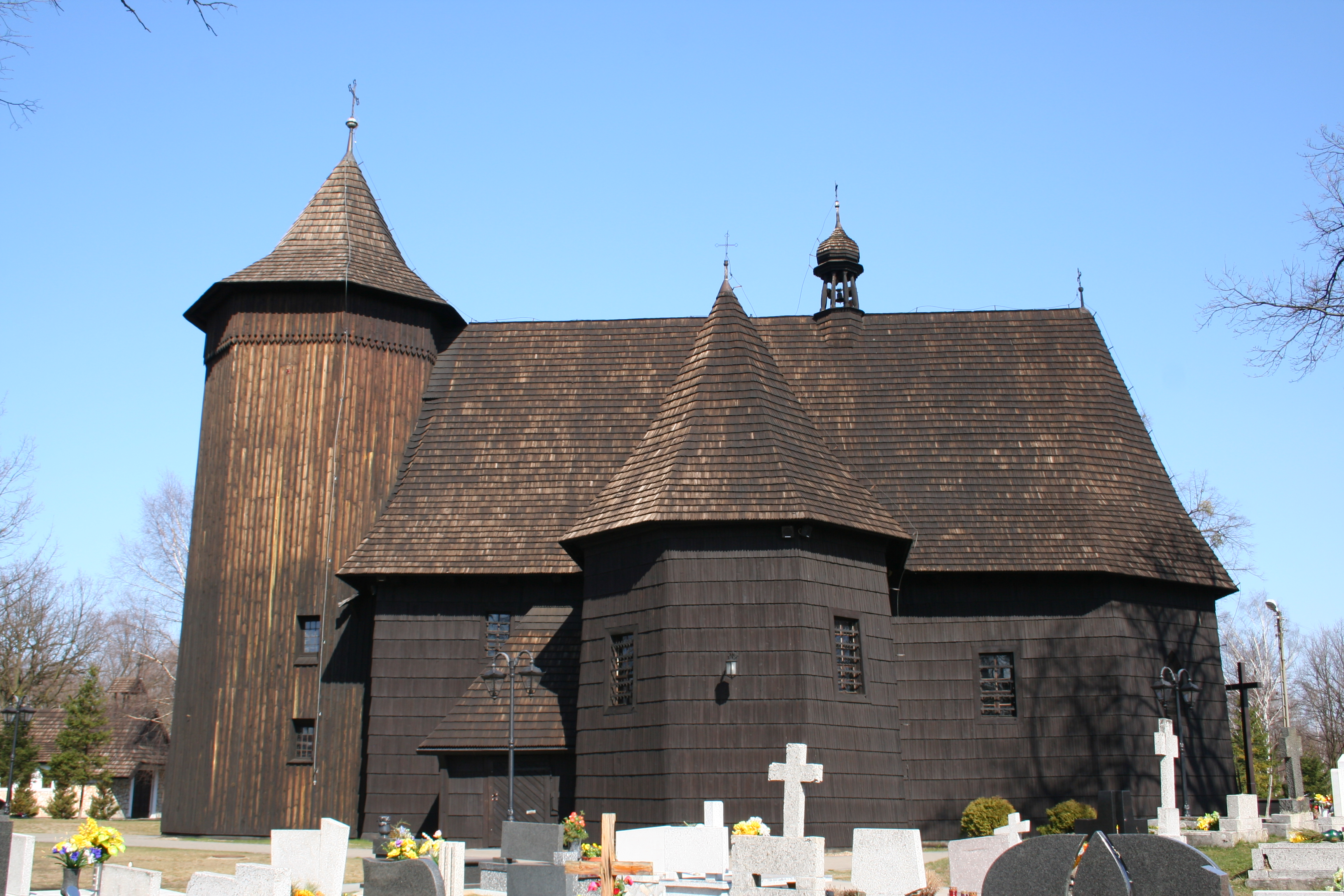